# Góra Czechowa
Góra Czechowa (ros. Пик Че́хова), 1045 m n.p.m. – góra, najwyższy szczyt Gór Susunajskich w pobliżu Jużnosachalińska w południowej części Sachalinu, w azjatyckiej części Rosji.
Nosi nazwę na cześć rosyjskiego prozaika Antona Pawłowicza Czechowa, który odwiedził wyspę w 1890 roku.
19 maja 1983 na górze utworzono rezerwat przyrody „Высокогорья горы Чехова”. Na zachodnim zboczu znajduje się Wodospad Ujunowski (ros. Уюновский Водопад).

## Galeria

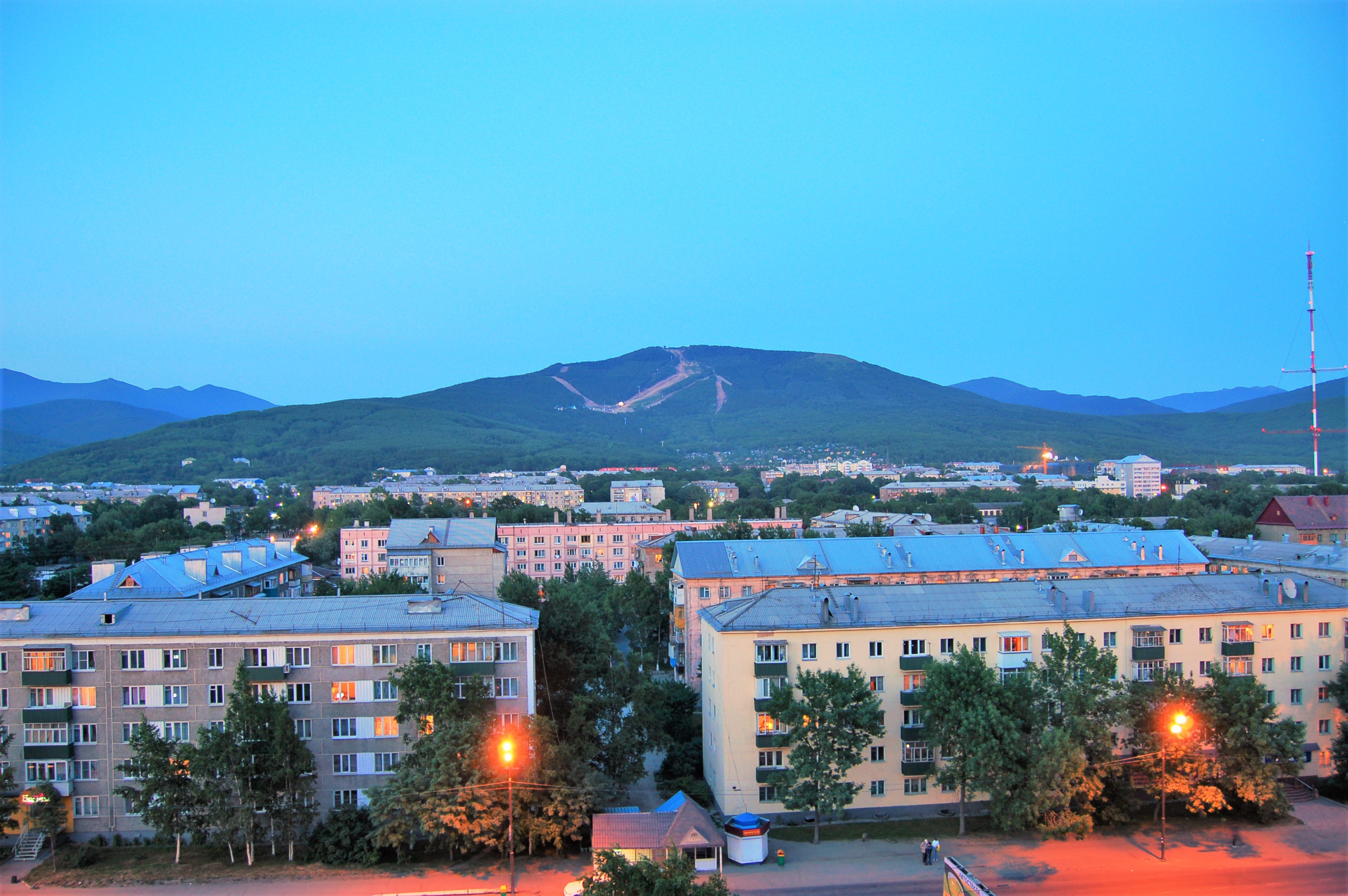
Góra Czechowa
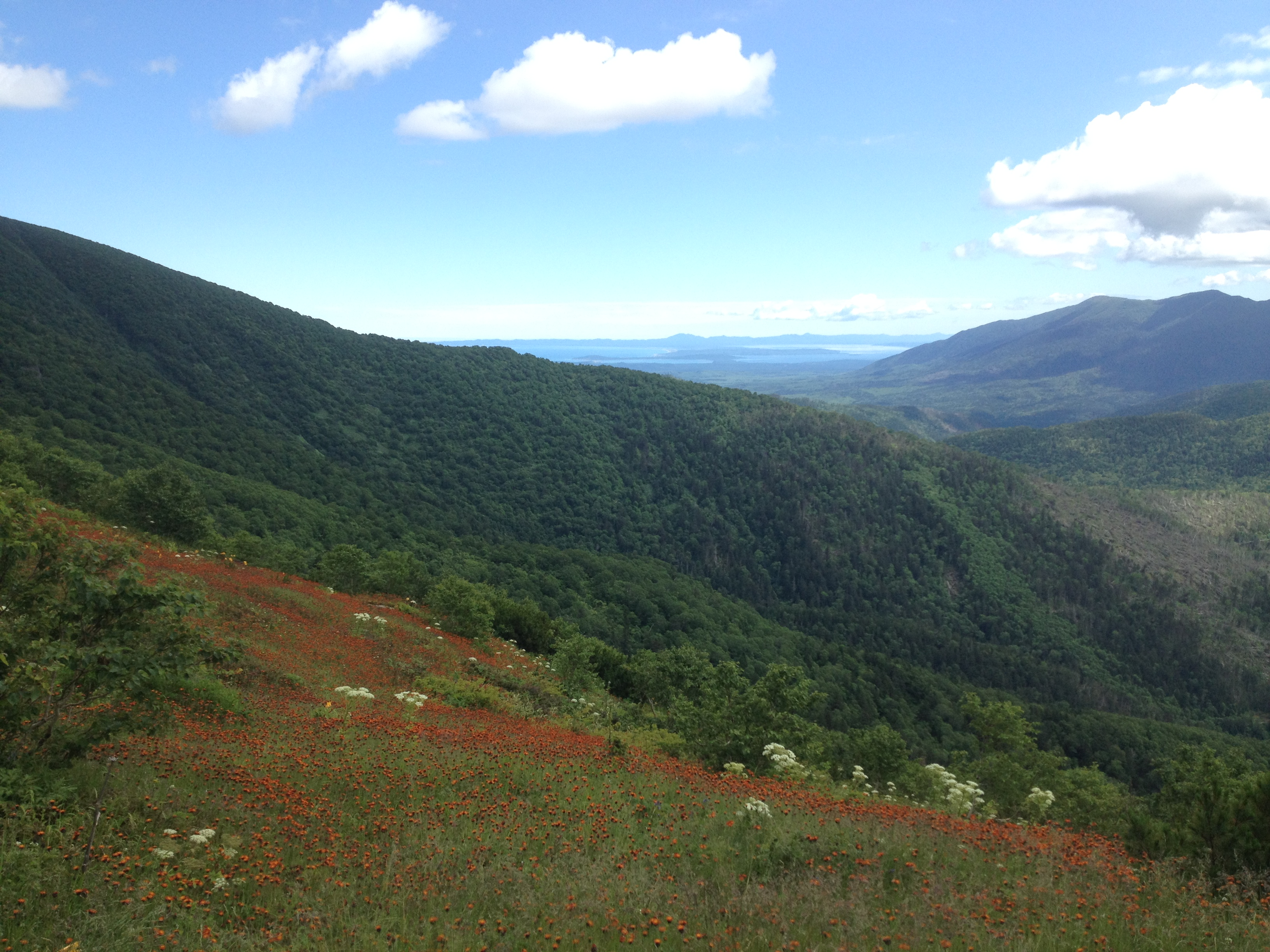
Rezerwat „Высогорья горы Чехова”